# Cabeza la Mesa
Die Cabeza la Mesa (1605 m, nach anderen Angaben 1612 m) ist der höchste Gipfel der Gebirgskette Peña Maín im nördlichen Teil des Zentralmassivs der Picos de Europa, die Teil des Kantabrischen Gebirges im Norden Spaniens sind. Der Gipfel bietet nach Süden einen freien Blick auf die höchsten und bekanntesten Berge der Picos de Europa, darunter der Naranjo de Bulnes und der Torre de Cerredo. Auf dem Gipfel befindet sich ein Vermessungszeichen. Nur etwa 250 Meter östlich befindet sich die Cabecina Quemada, der mit 1590 m nur unwesentlich niedrigere Vorgipfel.
Am leichtesten erreichbar ist der Gipfel entweder von Norden, von Tielve, über Pfade durch Weiden und durch Buchenwälder oder alternativ von Südosten, von Sotres, durch offenes Gelände.